# ليون تاونلي
ليون تاونلي (بالإنجليزية: Leon Townley)‏ هو لاعب كرة قدم بريطاني في مركز الدفاع، ولد في 16 فبراير 1976 في Loughton ‏ في المملكة المتحدة. لعب مع نادي ألدرشوت تاون ونادي برينتفورد ونادي بوريهام وود.

## وصلات خارجية
- ليون تاونلي على موقع قاعدة بيانات كرة القدم.إي يو (الإنجليزية)
- ليون تاونلي على موقع Soccerbase.com (لاعب) (الإنجليزية)